# أبو بكر (سياسي)
أبو بكر هو سياسي إندونيسي، ولد في 9 ديسمبر 1952 في باندونج الغربية ‏ في إندونيسيا، وتوفي في 13 يوليو 2019 في باندونغ في إندونيسيا. نشط حزبياً في الحزب الديمقراطي الإندونيسي للنضال.